# John Percival Matos
John Emilio Percival Matos (24 de enero de 1982-28 de diciembre de 2016) fue un exmilitar y piloto, el cual fue puesto en retiro de las filas de los organismos castrenses de la República Dominicana por estar implicado, según la policía, en el robo de una avioneta en el Aeropuerto Internacional Dr. Joaquín Balaguer en La Isabela (El Higüero), caso del que fue descartado por falta de pruebas, así como por ser el autor de los tres robos consecutivos más grandes registrados en el país. Fue asesinado en Bonao por miembros de la Policía Nacional, luego de que el presidente de la República diera la orden de «hacer todo lo necesario» para combatir a la banda. Fue ultimado de aproximadamente 37 impactos de bala de alto calibre en su cuerpo y 77 a su vehículo, en momentos en que se dispusiera a escapar de las autoridades por órdenes del Presidente de la República Dominicana Danilo Medina.

## Robos

### Bella Vista Mall
Percival fue la mente maestra para el robo a mano armada de un camión de valores en una plaza comercial de Santo Domingo, Bella Vista Mall. Donde murió un guardia de seguridad.

### Plaza Lama
Según la policía, Percival entró a la plaza a ejecutar el robo del Banco Popular con un arma 9-MM en sus pantalones, mientras que su compañero llevaba una M-16 y bombas lacrimógneas en un bolso de guitarras para así no alarmar a las personas. En todos sus robos en total, recaudaron varios millones de pesos dominicanos y de dólares. Mató al menos 1 guardia de seguridad y dejó a varios heridos.

### Robo de la avioneta
Anteriormente en el 2011, Percival Matos fue detenido con relación al robo de una avioneta en el Aeropuerto Internacional Joaquín Balaguer en la Isabella, hecho por el cual fue descargado.

## Red
Percival Matos, además sería parte de una red conformada por Francisco Alberto de Jesús Caraballo, Bryan Peter Félix Paulino, Keila Indira Arias, su alguna vez pareja sentimental, y Rafael Antonio Peralta Lora, era quienes integraban en la red, con radios de policía, armas ilegales de alto calibre, y varios tipos de vehículos robados.

## Muerte
Después de durar varios meses tras él, la Policía Nacional formó un bloque de búsqueda con 58 mil agentes en el país completo, el jefe de la policía ordenó atraparlo vivo o muerto. Varias horas más tarde, este fue abatido por agentes policiales en un motel en Bonao República Dominicana.